# Feniprazina
A feniprazina (DCI; nomes comerciais: Catron, Cavodil, entre outros) é um inibidor da monoamina oxidase (IMAO) irreversível e não seletivo da classe química das hidrazinas. Foi usada principalmente como antidepressivo na década de 1960. Ainda, também era utilizada em tratamento de angina (dor torácica) e esquizofrenia. A feniprazina foi amplamente descontinuada devido a preocupações com sua toxicidade, que está relacionada a complicações como icterícia, ambliopia e neurite óptica.